# Гавриїл Гулевич
Гавриїл (Ґабріель) Гулевич гербу Новина (бл. 1595 — 1672) — руський (український) волинський шляхтич, військовий та державний діяч часів Речі Посполитої.

## Життєпис
Походив з волинської шляхти, один з синів Богуша Гулевича — дідича Воютина — та його дружини Мартини Майківни.
1621 року брав участь у Хотинській битві, став чернігівським хорунжим, був до 1668 року. З 1631 року (обраний послом Радомського трибуналу) був послом сеймів Речі Посполитої (1638, 1642 (надзвичайний; обраний депутатом для виплати зарплати окраїнному війську у Львові), 1645, 1648, 1649, 1654 (від Чернігівського воєводства, був обраний депутатом Радомського трибуналу для розгляду справи надходження затриманих податків) роки). В 1644 році волинська кальвінська шляхта вислала його послом на Синод дисидентів в Орлі (ВКЛ), яким керував Януш Радзивілл. Дисиденти готувались до приятельської розмови з католиками, яку мали провести на з'їзді в Торуні. 1648 року з братом Лукою — посол виборного сейму, підписав від волинської шляхти вибір Яна ІІ. У січні 1649 року брав участь у коронаційному сеймі; тоді був обраний від Малопольщі депутатом до виплат кварцяному війську. Сейм 1650 року скерував його в березні до Любліна для виплат, належних війську. У вресні 1655 року востаннє брав участь у Радомському трибуналі, правдоподібно напад шведів затримав його на Волині. У 1655 році одним з перших перейшов на сторону шведів з волинської шляхти, потім пов'язався з Д. Ракоці; став банітою. По війні брав участь в сеймику в Луцьку 1659 року протестував, незважаючи на баніцію, проти спроб виборів «vivente rege» за Яна ІІ. В 1662 році після подання волинської шляхти король, за ухвалою сейму, повернув гідність, беручи до уваги заслуги роду, 13 представників якого загинули під час останніх воєн. Правдоподібно, 1669 року востаннє був маршалком сеймику в Луцьку. Дідич на Воютині, Лисому Городі.
Дружини: Софія Ободенська, Ельжбета Спинківна (пол. Spinkówna) з Бондкова. Діти:
- Христофор — ловчий жидачівський,
- Павло Еразм — у 1674 році був хорунжим чернігівським.